# Dimorphanthera elegantissima
Dimorphanthera elegantissima là một loài thực vật có hoa trong họ Thạch nam. Loài này được K.Schum. mô tả khoa học đầu tiên năm 1905.